# Uniwersytet Rissho
Uniwersytet Rissho (jap. 立正大学, Risshō Daigaku) – jeden z najstarszych uniwersytetów w Japonii, został założony w 1580 roku. Uniwersytet Rissho kształci około 11 900 studentów. Ma 14 wydziałów licencjackich i 6 wydziałów badawczych szkół podyplomowych na dwóch oddzielnych kampusach.

## Kampusy

### Kampus Shinagawa
Kampus Shinagawa znajduje się w Shinagawie w Tokio. W 1992 roku kampus został odnowiony i obejmuje 12-piętrowy budynek badawczy, budynek administracyjny, różne budynki klasowe, bibliotekę i Ishibashi Tanzan Memorial Auditorium. Kursy dla juniorów i seniorów obejmują Studia Buddyjskie, Literaturę i Ekonomię, Administrację Biznesu i Psychologię. W tym kampusie studiuje około 5900 studentów studiów licencjackich i magisterskich.

### Kampus Kumagaya
Kampus Kumagaya znajduje się w mieście Kumagaya w prefekturze Saitama, około 60 km na północny zachód od Tokio. W kampusie Kumagaya mieszczą się wydziały prawa, opieki społecznej i geośrodowiska. W 2009 roku kampus Kumagaya przeszedł remont.